# أندا، هيلونغجيانغ
أندا (بالصينية: 安达) هي مدينة من مدن الصين تابعة لإقليم هيلونغجيانغ. يبلغ ارتفاع المدينة عن سطح البحر قرابة 149 متر.

## المناخ
يظهر الجدول التالي التغييرات المناخية على مدار السنة لأندا، هيلونغجيانغ:
| البيانات المناخية لـأندا، هيلونغجيانغ       | البيانات المناخية لـأندا، هيلونغجيانغ | البيانات المناخية لـأندا، هيلونغجيانغ | البيانات المناخية لـأندا، هيلونغجيانغ | البيانات المناخية لـأندا، هيلونغجيانغ | البيانات المناخية لـأندا، هيلونغجيانغ | البيانات المناخية لـأندا، هيلونغجيانغ | البيانات المناخية لـأندا، هيلونغجيانغ | البيانات المناخية لـأندا، هيلونغجيانغ | البيانات المناخية لـأندا، هيلونغجيانغ | البيانات المناخية لـأندا، هيلونغجيانغ | البيانات المناخية لـأندا، هيلونغجيانغ | البيانات المناخية لـأندا، هيلونغجيانغ | البيانات المناخية لـأندا، هيلونغجيانغ |
| الشهر                                       | يناير                                 | فبراير                                | مارس                                  | أبريل                                 | مايو                                  | يونيو                                 | يوليو                                 | أغسطس                                 | سبتمبر                                | أكتوبر                                | نوفمبر                                | ديسمبر                                | المعدل السنوي                         |
| ------------------------------------------- | ------------------------------------- | ------------------------------------- | ------------------------------------- | ------------------------------------- | ------------------------------------- | ------------------------------------- | ------------------------------------- | ------------------------------------- | ------------------------------------- | ------------------------------------- | ------------------------------------- | ------------------------------------- | ------------------------------------- |
| الدرجة القصوى °م (°ف)                       | 1.6 (34.9)                            | 11.4 (52.5)                           | 21.7 (71.1)                           | 31.4 (88.5)                           | 35.5 (95.9)                           | 38.7 (101.7)                          | 38.2 (100.8)                          | 36.9 (98.4)                           | 33.5 (92.3)                           | 27.0 (80.6)                           | 16.6 (61.9)                           | 6.6 (43.9)                            | 38.7 (101.7)                          |
| متوسط درجة الحرارة الكبرى °م (°ف)           | −12.5 (9.5)                           | −6.9 (19.6)                           | 2.5 (36.5)                            | 13.3 (55.9)                           | 21.3 (70.3)                           | 26.2 (79.2)                           | 28.2 (82.8)                           | 26.5 (79.7)                           | 20.6 (69.1)                           | 11.4 (52.5)                           | −0.8 (30.6)                           | −10.1 (13.8)                          | 10.0 (50.0)                           |
| المتوسط اليومي °م (°ف)                      | −19.2 (−2.6)                          | −14.2 (6.4)                           | −4.2 (24.4)                           | 6.5 (43.7)                            | 14.6 (58.3)                           | 20.4 (68.7)                           | 23.1 (73.6)                           | 21.1 (70.0)                           | 14.4 (57.9)                           | 5.1 (41.2)                            | −6.5 (20.3)                           | −16.0 (3.2)                           | 3.8 (38.8)                            |
| متوسط درجة الحرارة الصغرى °م (°ف)           | −24.6 (−12.3)                         | −20.3 (−4.5)                          | −10.8 (12.6)                          | −0.6 (30.9)                           | 7.5 (45.5)                            | 14.4 (57.9)                           | 18.2 (64.8)                           | 16.0 (60.8)                           | 8.6 (47.5)                            | −0.4 (31.3)                           | −11.4 (11.5)                          | −20.9 (−5.6)                          | −2 (28.4)                             |
| أدنى درجة حرارة °م (°ف)                     | −39.3 (−38.7)                         | −35.9 (−32.6)                         | −29.4 (−20.9)                         | −14.6 (5.7)                           | −6.9 (19.6)                           | 2.4 (36.3)                            | 8.0 (46.4)                            | 4.5 (40.1)                            | −5.2 (22.6)                           | −16.6 (2.1)                           | −28.1 (−18.6)                         | −35.5 (−31.9)                         | −39.3 (−38.7)                         |
| الهطول مم (إنش)                             | 0.9 (0.04)                            | 1.7 (0.07)                            | 4.8 (0.19)                            | 13.7 (0.54)                           | 29.7 (1.17)                           | 78.6 (3.09)                           | 134.8 (5.31)                          | 93.4 (3.68)                           | 46.5 (1.83)                           | 16.5 (0.65)                           | 5.1 (0.20)                            | 2.4 (0.09)                            | 428.1 (16.86)                         |
| متوسط أيام هطول الأمطار (≥ 0.1 mm)          | 2.4                                   | 2.9                                   | 3.2                                   | 4.9                                   | 8.5                                   | 12.4                                  | 14.4                                  | 12.1                                  | 8.5                                   | 5.6                                   | 3.7                                   | 3.8                                   | 82.4                                  |
| متوسط الرطوبة النسبية (%)                   | 69                                    | 63                                    | 50                                    | 46                                    | 47                                    | 63                                    | 74                                    | 75                                    | 68                                    | 60                                    | 63                                    | 69                                    | 62                                    |
| ساعات سطوع الشمس الشهرية                    | 182.7                                 | 202.8                                 | 254.3                                 | 251.1                                 | 279.8                                 | 269.5                                 | 254.1                                 | 256.3                                 | 242.1                                 | 220.0                                 | 176.6                                 | 156.2                                 | 2٬745٫5                               |
| نسبة وصول أشعة الشمس                        | 66                                    | 70                                    | 69                                    | 62                                    | 61                                    | 57                                    | 53                                    | 59                                    | 64                                    | 65                                    | 62                                    | 58                                    | 62                                    |
| المصدر: China Meteorological Administration |                                       |                                       |                                       |                                       |                                       |                                       |                                       |                                       |                                       |                                       |                                       |                                       |                                       |

## أعلام
- جي يانيان
- ويلسون تشانغ

## وصلات خارجية
- الموقع الرسمي